# Tuxedo (software)
Tuxedo (Transactions for Unix, Extended for Distributed Operations) es una plataforma de middleware usada para gestionar procesos transaccionales distribuidos en entornos de computación distribuida. Tuxedo es un middleware orientado a transacciones (en inglés Transaction Oriented Middleware, TOM).
Fue desarrollado inicialmente por AT&T en 1984 para la creación y administración de sistemas de comercio electrónico (e-commerce) con procesos transaccionales en línea, sistemas OLTP (online transaction processing systems). La primera aplicación en la que se usó se llamó LMOS.
Actualmente es muy utilizado en instituciones financieras donde se tiene alto flujo transaccional. En conjunto con Weblogic logran ser una capa importante para el servicio a todos los medios electrónicos (Front).
Tuxedo fue adquirido por BEA Systems, compañía que fue a su vez adquirida por Oracle.
- Datos: Q2190596